# Rio Guaraú
Há dois rios Guaraú no estado de São Paulo, um pertence à bacia do rio Ribeira de Iguape e o outro dá nome ao bairro do Guaraú em Peruíbe, na serra da Juréia, que deságua no Oceano Atlântico, próximo à Ilha do Guaraú
O rio Guaraú de Cananéia (no litoral sul de São Paulo), nasce bem próximo a localidade chamada de Cedro na localização geográfica, latitude 24º54'51" sul e longitude 48º12'37" oeste, muito próximo ao estado do Paraná.
O rio Guaraú de Peruíbe nasce na serra da Juréia e tem aproximadamente 6 km . Este deságua na praia do Guaraú em Peruíbe.

## Percurso
Da nascente segue em direção nordeste (060º) do estado de São Paulo, e depois segue sempre  paralelo a rodovia não asfaltada que liga as localidades de Cedro, Ex-Colônia e Pindaúba (dando a impressão realmente que na construção da rodovia, neste trecho, foi seguido o curso deste rio) em direção ao norte (0º) passa muito próximo a cidade de Cajati e poucos quilômetros depois se junta com o rio Jacupiranguinha para formar o rio Jacupiranga praticamente na cidade de mesmo nome, muito próximo à rodovia BR-116.

## Banha os municípios
Passa pelos municípios de: Cananéia, Cajati, Jacupiranga e Peruibe

## Afluentes
- Margem sul:
- riu areado

- Margem norte:
- riu barulhento

## Final
Em Jacupiranga, quando se junta ao rio Jacupiranguinha na localização geográfica, latitude 24º41'21" sul e longitude 48º03'31" oeste, formando o rio Jacupiranga este por sua vez se torna afluente do rio Ribeira de Iguape que deságua no Oceano Atlântico em Iguape.

## Extensão
Percorre neste trajeto uma distância de aproximadamente 38 quilômetros.

## Referência
- Mapa Rodoviário do Estado de São Paulo - (2004) - DER